# Csanád Gémesi
Csanád Gémesi   (Gödöllő, 13 de novembre de 1986) és un esportista hongarès que competeix en esgrima, especialista en la modalitat de sabre.
Va participar en els Jocs Olímpics de Tòquio 2020, i hi va obtenir una medalla de bronze en la prova per equips (juntament amb Tamás Decsi, András Szatmári i Áron Szilágyi).Fitxa a olympedia
Va guanyar sis medalles en el Campionat del Món d'esgrima entre els anys 2014 i 2023, i set medalles en el Campionat d'Europa d'esgrima entre els anys 2013 i 2023.

## Palmarès internacional
| Jocs Olímpics      | Jocs Olímpics           | Jocs Olímpics | Jocs Olímpics    |
| Any                | Lloc                    | Medalla       | Prova            |
| ------------------ | ----------------------- | ------------- | ---------------- |
| 2020               | Tòquio ( Japó)          | 3             | Sabre per equips |
| Campionat del món  |                         |               |                  |
| Any                | Lloc                    | Medalla       | Prova            |
| 2014               | Kazan ( Rússia)         | 3             | Sabre per equips |
| 2017               | Leipzig ( Alemanya)     | 2             | Sabre per equips |
| 2018               | Wuxi ( R.P. de la Xina) | 3             | Sabre per equips |
| 2019               | Budapest ( Hongria)     | 2             | Sabre per equips |
| 2022               | El Caire ( Egipte)      | 2             | Sabre per equips |
| 2023               | Milà ( Itàlia)          | 1             | Sabre per equips |
| Campionat d'Europa |                         |               |                  |
| Any                | Lloc                    | Medalla       | Prova            |
| 2013               | Zagreb ( Croàcia)       | 2             | Sabre per equips |
| 2014               | Estrasburg ( França)    | 3             | Sabre individual |
| 2015               | Montreux ( Suïssa)      | 3             | Sabre per equips |
| 2017               | Tbilisi ( Geòrgia)      | 3             | Sabre per equips |
| 2018               | Novi Sad ( Sèrbia)      | 1             | Sabre per equips |
| 2019               | Düsseldorf ( Alemanya)  | 2             | Sabre per equips |
| 2022               | Antalya ( Turquia)      | 1             | Sabre per equips |